# Gustav Mayr
Gustav L. Mayr (n. 12 octombrie 1830, Viena, Imperiul Austriac – d. 14 iulie 1908, Viena, Austria) a fost un entomolog austriac și profesor în Budapesta și Viena. S-a specializat în himenoptere, fiind cunoscut în special pentru studiile sale despre furnici.

## Lucrări
Lucrările lui Mayr includ:
- Formicidae [der Novara-Expedition] (Ants of the Novara Expedition). Vienna 1865.
- Die Ameisen des baltischen Bernsteins (The Ants of Baltic Amber). Königsberg: Koch, 1868.
- Feigeninsecten (Fig Insects). Vienna: Hölder, 1885.
- Hymenopterologische Miscellen (Hymenopteran Miscellanea). Vienna: Hölder, 1902.
- Formiciden aus Ägypten und dem Sudan (Ants from Egypt and Sudan). (1903).